# Госпиция

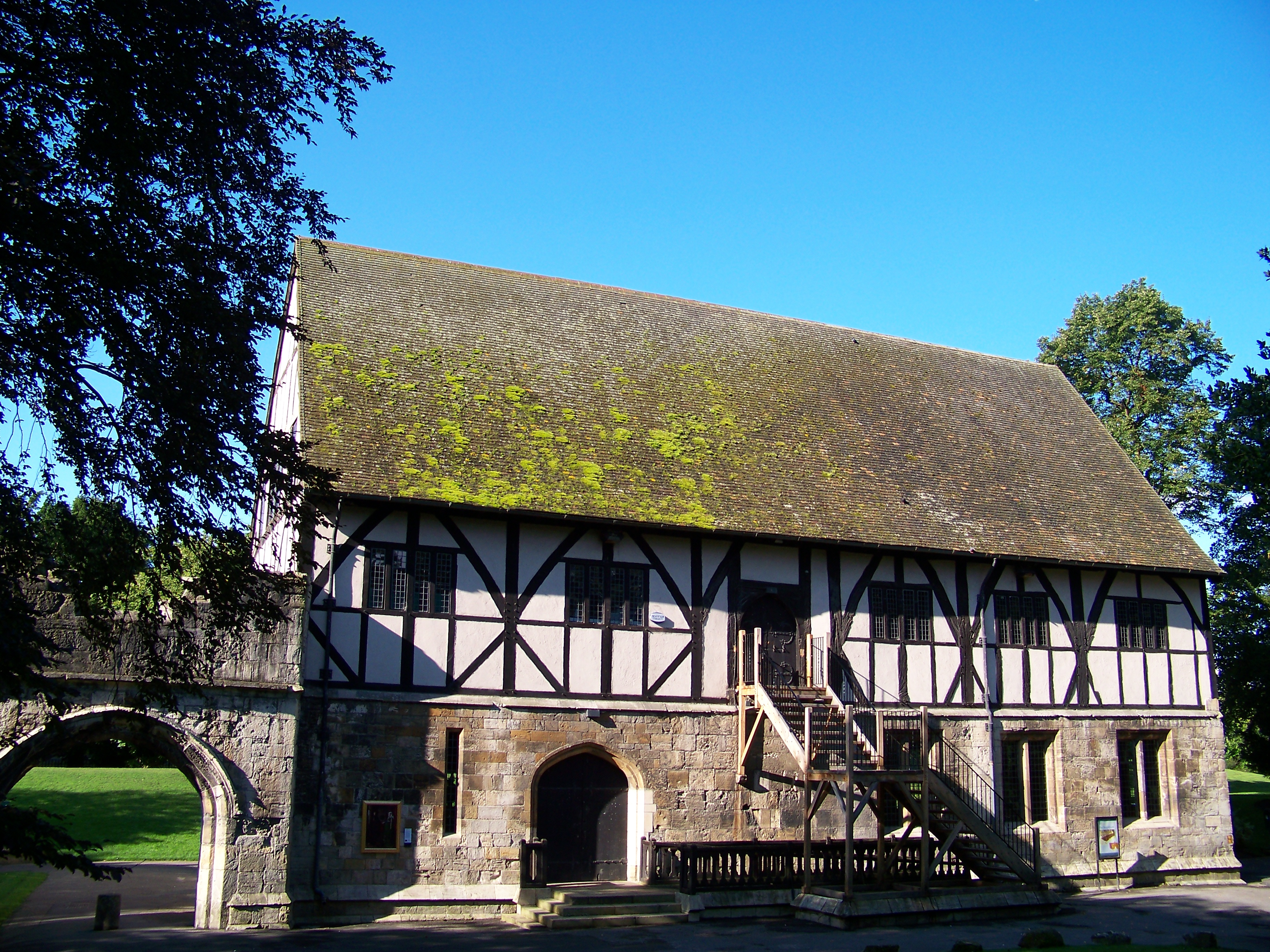
Госпиция
(Аббатство Святой Марии)

Госпиции (лат. Hospitium — гостеприимство; гостевой дом, гостиница, приют; фр. Hospice; фр. Hospiz) — странноприимные дома, учреждения вроде гостиниц с характером монастыря; при этом находящиеся в них монахи и братья-прислужники составляют небольшие отдельные ордена.
Подобные или эквивалентные подобным дома были также широко известны в других культурах, хотя и не всегда назывались этим именем. Среди греков и римлян Hospitium могли быть как частные, так и государственные. С гомеровских времён все без исключения чужие боги расценивались как находящиеся под защитой Зевса, и потому служители этих богов также имели право на гостеприимство.
Госпиции обыкновенно устраивались в малонаселённых местах и давали приют всем странникам и паломникам. В конце XIX — начале XX века широкой известностью пользовались госпиции на Сен-Бернарде, Сен-Готарде, Симплоне и Гримзеле.